# C/1743 X1
C/1743 X1, Kometa Klinkenberg-de Chéseaux – kometa jednopojawieniowa, która nie powróci prawdopodobnie w okolice Słońca. Widoczna była gołym okiem.

## Odkrycie i orbita komety
Kometę C/1743 X1 odkryli niezależnie Dirk Klinkenberg (9 grudnia 1743) i Jean-Philippe de Chéseaux (13 grudnia 1743 roku). Osiągnęła ona swe peryhelium 1 marca 1744 roku i znalazła się w odległości 0,22 j.a. od Słońca. Porusza się ona po parabolicznej orbicie o nachyleniu 47,1° względem ekliptyki.